# Zbarazh (huyện)
Huyện Zbarazh (tiếng Ukraina: Збаразький район, chuyển tự: Zbarazhs’kyi raion) là một huyện của tỉnh Ternopil thuộc Ukraina. Huyện Zbarazh có diện tích 863 km², dân số theo điều tra dân số ngày 5 tháng 12 năm 2001 là 60308 người với mật độ 70 người/km2. Trung tâm huyện nằm ở Zbarazh.